# La Mancha

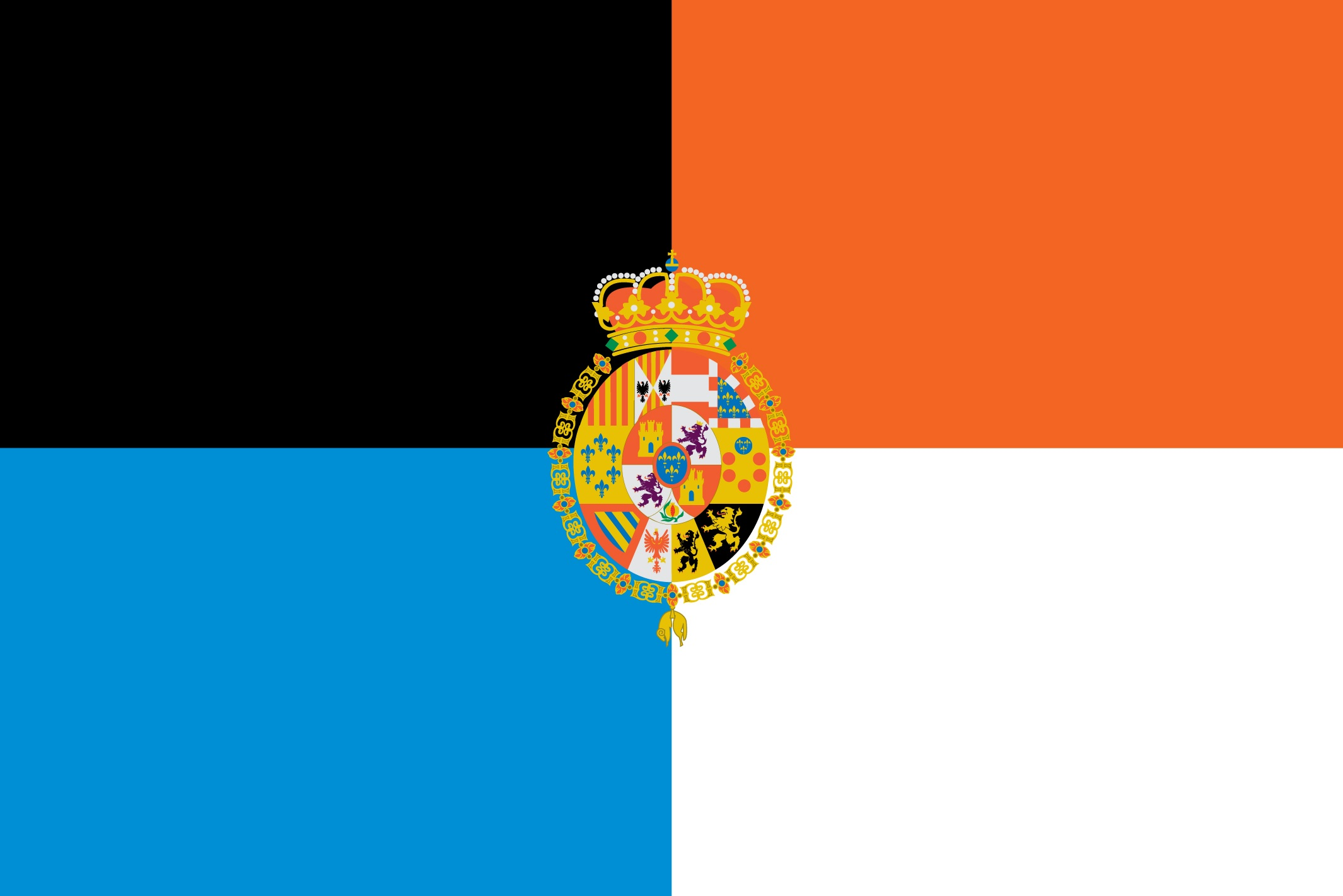
Flaga La Manchy

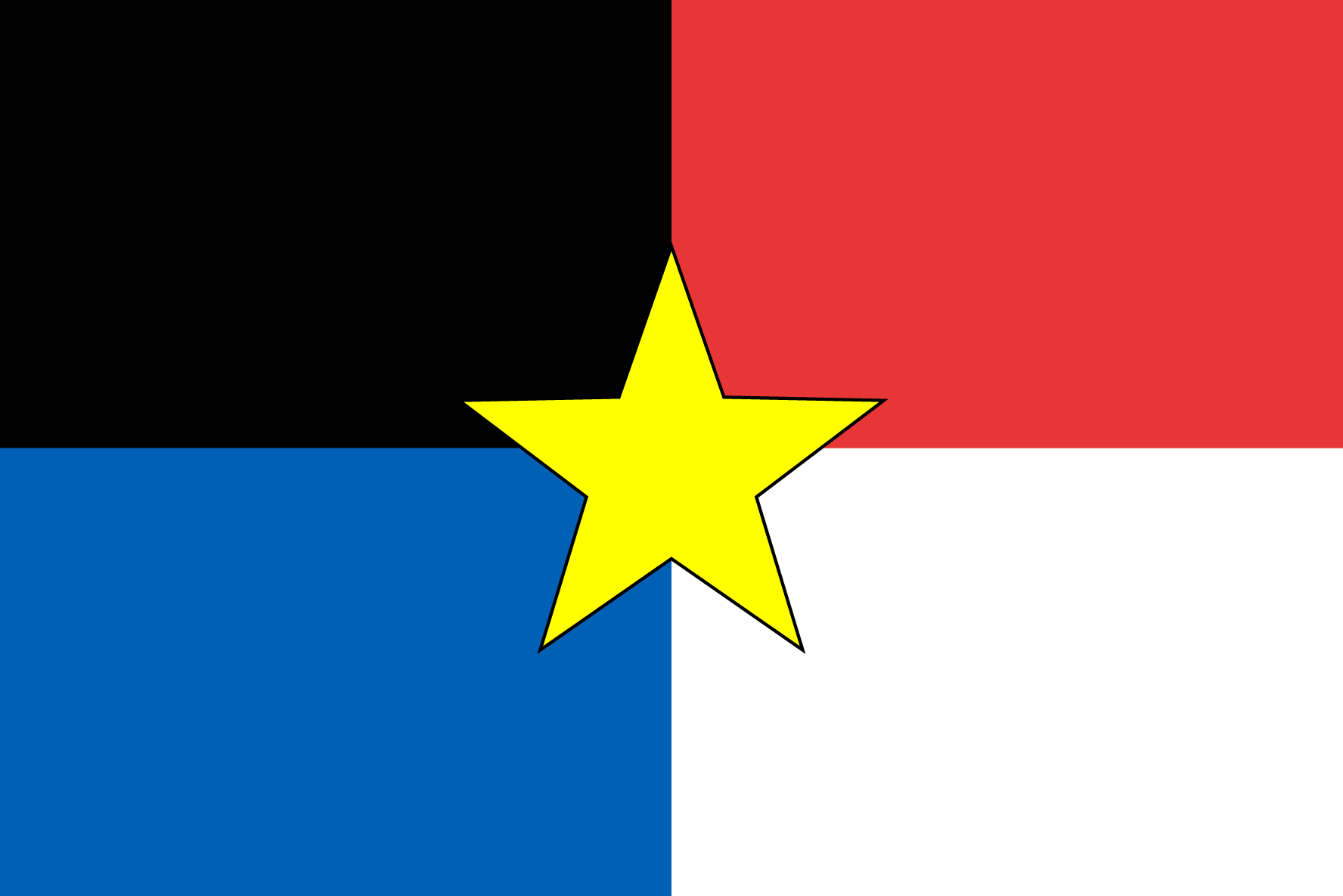
Flaga regionalistów

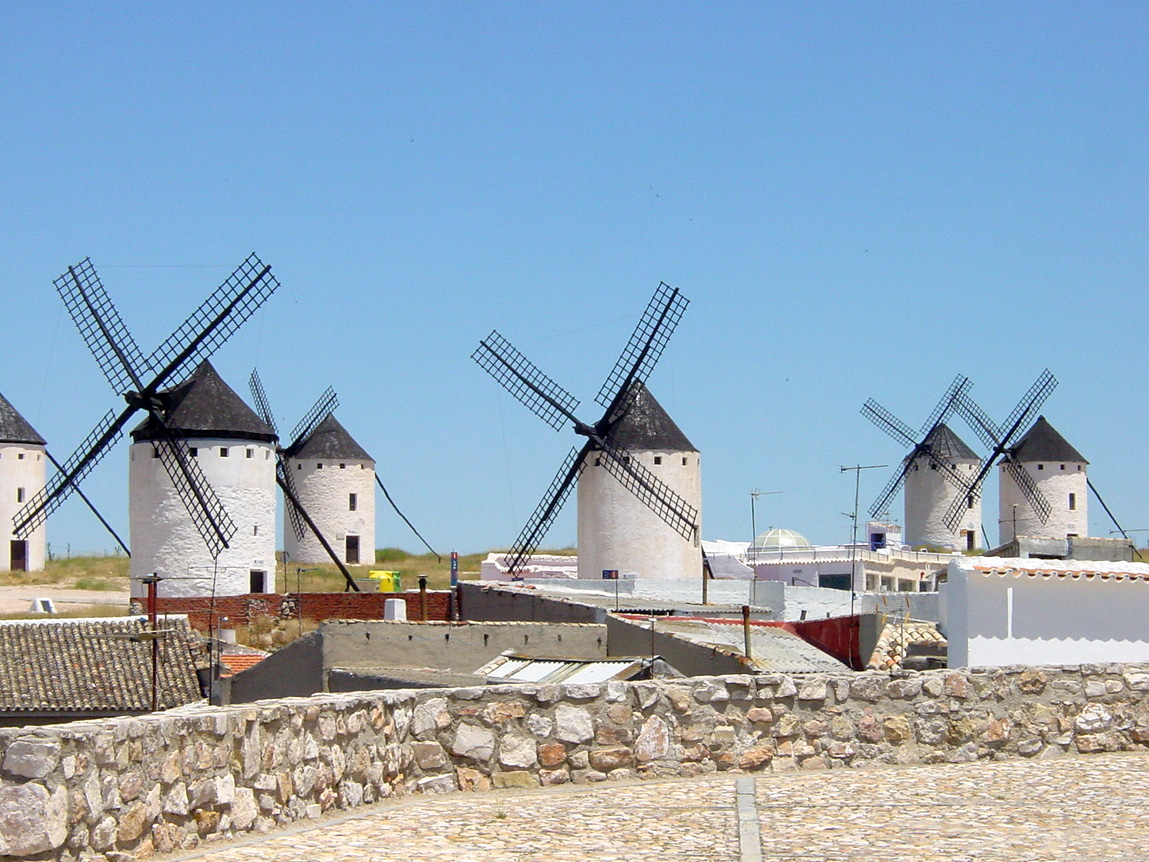
Rozsławione w świecie przez Miguela de Cervantesa wiatraki La Manchy

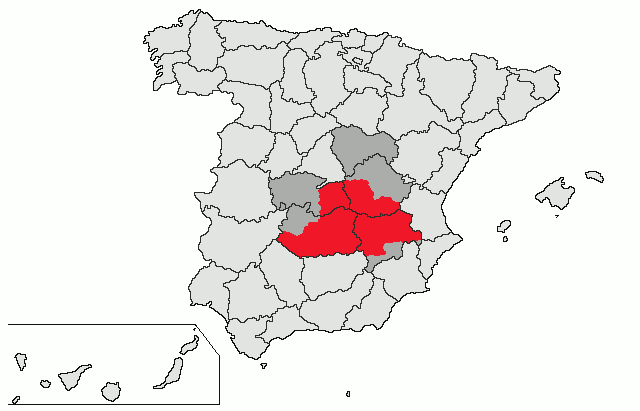
Położenie La Manchy na mapie Hiszpanii

La Mancha (wym. [la manʈ͡ʂʲa], uproszczona: la mạnczia) – region historyczno-geograficzny w Hiszpanii, wchodzący w skład wspólnoty autonomicznej Kastylia-La Mancha. Znajduje się na południe od Madrytu i obejmuje pięć hiszpańskich prowincji: Albacete, Ciudad Real, Cuenca, Madryt i Toledo. Nazwa regionu pochodzi od arabskiego ma–ansha, co oznacza brak wody.
La Manchę i jej wiatraki rozsławił Miguel de Cervantes w swojej powieści Don Kichot z la Manczy.